# Visualització

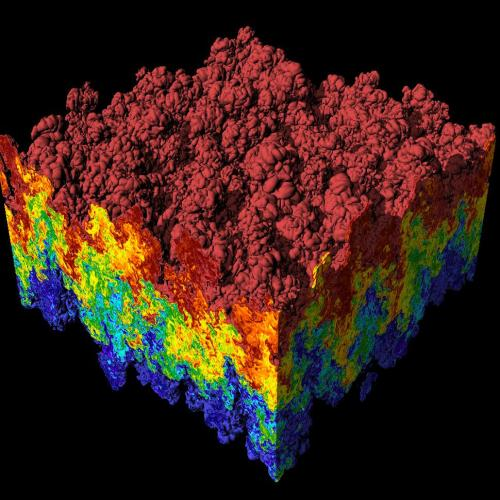
Visualització científica d'una simulació d'una inestabilitat Rayleigh–Taylor causada per la mescla de dos fluids

Per visualització s'entén com el conjunt de tècniques de creació d'imatges, diagrames o animacions amb la finalitat de comunicar un missatge. És una forma efectiva de comunicar mitjançant imatges, tant idees abstractes com concretes.
També s'entén per visualització, la pròpia imatge interna, les estructures cognitives que es generen a la ment de les persones.